# Värderum
Värderummet, även känt som kolonnrummet, eller bilden till en linjär avbildning är avbildningens värdemängd.
Värderummet V för en linjär avbildning {\displaystyle F:\mathbb {U} \rightarrow \mathbb {V} } (där {\displaystyle \mathbb {U} } och {\displaystyle \mathbb {V} } är två vektorrum) definieras som:
{\displaystyle V(F)=\{F({\bar {u}})\in \mathbb {V} :{\bar {u}}\in \mathbb {U} \}}
Det vill säga mängden av alla vektorer i {\displaystyle \mathbb {V} } som nås av {\displaystyle F}. Att värderummet gör skäl för sitt namn och inte bara är en delmängd utan även ett underrum till {\displaystyle \mathbb {V} } visas med hjälp av definitionen av en linjär avbildning. Ty om {\displaystyle {\bar {u}},{\bar {v}}\in V(F)} och {\displaystyle \alpha \in \mathbb {R} } så existerar det {\displaystyle {\bar {z}},{\bar {w}}\in \mathbb {U} } så att {\displaystyle {\bar {u}}=F({\bar {z}}),{\bar {v}}=F({\bar {w}})} och då gäller:
1. {\displaystyle {\bar {u}}+{\bar {v}}=F({\bar {z}})+F({\bar {w}})=F({\bar {z}}+{\bar {w}})\Rightarrow {\bar {u}}+{\bar {v}}\in V(F)}
2. {\displaystyle \alpha {\bar {v}}=\alpha F({\bar {w}})=F(\alpha {\bar {w}})\Rightarrow \alpha {\bar {v}}\in V(F)}

Vilket är ekvivalent med att {\displaystyle V(F)} är ett underrum av {\displaystyle \mathbb {V} }.
Eftersom {\displaystyle {\bar {w}}\in \mathbb {U} } och således kan skrivas på formen {\displaystyle {\bar {w}}=x_{1}{\bar {u}}_{1}+x_{2}{\bar {u}}_{2}+...+x_{k}{\bar {u}}_{k}=\mathbf {u} X} där {\displaystyle \mathbf {u} =\left\{{\bar {u}}_{1},{\bar {u}}_{2},...,{\bar {u}}_{k}\right\}} är en bas till {\displaystyle \mathbb {U} } så gäller även:
{\displaystyle {\bar {v}}=F({\bar {w}})=F(x_{1}{\bar {u}}_{1}+x_{2}{\bar {u}}_{2}+...+x_{k}{\bar {u}}_{k})=x_{1}F({\bar {u}}_{1})+x_{2}F({\bar {u}}_{2})+...+x_{k}F({\bar {u}}_{k})\in \left[F({\bar {u}}_{1}),F({\bar {u}}_{2}),...,F({\bar {u}}_{k})\right]}
Det vill säga att {\displaystyle {\bar {v}}} är en linjärkombination av {\displaystyle F({\bar {u}}_{1}),F({\bar {u}}_{2}),...,F({\bar {u}}_{k})} och {\displaystyle V(F)} således spänns upp av det linjära höljet av dessa vektorer, vilket är ekvivalent med att säga att {\displaystyle V(F)} spänns upp av det linjära höljet av kolonnerna i den matris {\displaystyle A} som avbildningen {\displaystyle F} beskrivs av.

## Tolkning
Om avbildningen {\displaystyle F:\mathbb {U} \rightarrow \mathbb {V} } kan skrivas med matrisen {\displaystyle A} innebär det att ekvationen {\displaystyle y=Ax} har lösningar om och endast om {\displaystyle y\in V(F)} , det vill säga om {\displaystyle y} faktiskt nås av {\displaystyle F}. Detta innebär alltså att om du har ett system som beskrivs av {\displaystyle y=Ax}, där {\displaystyle A} är någon slags transform som verkar på en insignal {\displaystyle x} och ger en utsignal {\displaystyle y} t.ex., så är det enbart utsignaler hörandes till värderummet som faktiskt kan erhållas.

## Exempel
- Bestäm {\displaystyle V(F)} om {\displaystyle F} är en ortogonalprojektion i ett plan.

Lösning: Vid en ortogonalprojektion projiceras varje vektor ner i planet, alltså att man från en given vektor enbart erhåller den komposant som är parallell med planet. Således består {\displaystyle V(F)} av alla vektorer i planet, ty det är dessa som nås av avbildningen.
- Bestäm {\displaystyle V(F)} om {\displaystyle F} är en vridning med vinkel {\displaystyle \theta } kring en axel i rummet.

Lösning: Varje vektor i rummet kan erhållas genom att vrida någon annan vektor vinkel {\displaystyle \theta }, således kan samtliga vektorer nås av avbildningen och {\displaystyle V(F)} utgörs helt enkelt av rummet.
- Bestäm en bas till {\displaystyle V(F)} om {\displaystyle F:} {\displaystyle \mathbb {R} } 4 {\displaystyle \rightarrow } {\displaystyle \mathbb {R} } 4 ges av matrisen {\displaystyle A}:

{\displaystyle {\begin{pmatrix}2&1&-1&-4\\0&1&-1&0\\0&2&-2&0\\1&0&0&-2\end{pmatrix}}}
Lösning: {\displaystyle V(F)} spänns upp av kolonnerna i {\displaystyle A} och vi finner således en bas till värderummet genom att teckna kolonnernas beroendeekvation och plocka bort eventuella linjärkombinationer. {\displaystyle \lambda _{1}A_{1}+\lambda _{2}A_{2}+\lambda _{3}A_{3}+\lambda _{4}A_{4}=0} (där {\displaystyle A_{1},...,A_{4}} är kolonnerna i {\displaystyle A}) ger följande ekvationssystem som löses med stegvis gausselimination:
{\displaystyle \left[{\begin{array}{rrrr|r}2&1&-1&-4&0\\0&1&-1&0&0\\0&2&-2&0&0\\1&0&0&-2&0\end{array}}\right]\to \left[{\begin{array}{rrrr|r}0&1&-1&0&0\\0&1&-1&0&0\\0&1&-1&0&0\\1&0&0&-2&0\end{array}}\right]\to \left[{\begin{array}{rrrr|r}0&0&0&0&0\\0&0&0&0&0\\0&1&-1&0&0\\1&0&0&-2&0\end{array}}\right]\Leftrightarrow {\begin{alignedat}{7}\lambda _{2}&&\;=\;&&\lambda _{3}\\\lambda _{1}&&\;=\;&&2\lambda _{4}\end{alignedat}}}
{\displaystyle \lambda _{3}=t,\lambda _{4}=s\Rightarrow \lambda _{2}=t,\lambda _{1}=2s}, det vill säga en parameterlösning med två parametrar vilket innebär att vi kan plocka bort två av kolonnerna utan att påverka vad de spänner upp. Man ser också att {\displaystyle A_{4}=-2A_{1},A_{3}=-A_{2}}, alltså att {\displaystyle A_{3}} och {\displaystyle A_{4}} är linjärkombinationer av övriga kolonner och således kan plockas bort. {\displaystyle A_{1},A_{2}={\begin{pmatrix}2\\0\\0\\1\end{pmatrix}},{\begin{pmatrix}1\\1\\2\\0\end{pmatrix}}} spänner således upp {\displaystyle V(F)} och utgör en bas för värderummet.